# Salva Díez
Salvador Díez Zapata, detto Salva (Albelda de Iregua, 21 aprile 1963), è un ex cestista spagnolo.

## Carriera
Con la Spagna conquistò la medaglia d'argento ai Giochi del Mediterraneo del 1987.

## Palmarès
- Campionato spagnolo: 2

FC Barcelona: 1995-1996, 1996-1997
- Copa del Rey: 1

Barcellona: 1994
- Liga catalana: 2

Barcellona: 1993, 1995